# Dieter Gonschorek
Dieter Gonschorek, né le 19 septembre 1944 à Schwerin, est un coureur allemand dont toute la carrière cycliste s'est effectuée en République démocratique allemande.
Peu de victoire jalonnent le palmarès de ce coureur. Mais de nombreuses places d'honneur, des victoires d'étapes, en particulier à la Course de la Paix, permettent de le classer parmi les meilleurs coureurs de la République démocratique allemande, pays dont il a remporté le Tour cycliste et dont il a été champion. La reconnaissance tardive de la RDA par les pays "occidentaux" n'a pas permis que Gonschorek participe aux courses amateurs françaises, italiennes ou d'Allemagne fédérale, où la génération suivante a fourbi son passage chez les professionnels.

## Palmarès
- 1965
  - Tour de Lidice
- 1966
  - 2e du championnat de RDA du contre-la-montre par équipes
- 1967
  -  Champion de RDA des 100 kilomètres contre-la-montre par équipes, avec son club, l'ASK Vorwärts Leipzig[1].
- 1969
  - 3e de la Course de la Paix
    - vainqueur des 5e, 7e  et 10e étapes de la Course de la Paix
    - vainqueur du prix de la montagne de la Course de la Paix
    - vainqueur du classement par équipes de la Course de la Paix[2].
- 1970
  - Vainqueur de la Semaine cycliste internationale en RDA[3]
  - Tour de Sebnitz
  - 2eb, 3e et 10e étapes du Tour de Bulgarie
  - 2e du Tour de Bulgarie[4]
- 1971
  - 5e étape du Tour de RDA
  - 2e du Tour de RDA
  - 11e du Championnat du monde des 100 kilomètres contre-la-montre par équipes à Mendrisio, avec l'équipe de la RDA (avec Wolfgang Wesemann, Michael Schiffner, et Bernd Knispel)
- 1972
  -  Champion de RDA du critérium
    - vainqueur à Magdebourg de la deuxième épreuve du Championnat de RDA du critérium[5]

  - GP Tribüne (RDA), en deux étapes
  - 3e étape du Tour de RDA
  - 3e du championnat de RDA sur route
  - 3e du Tour de RDA
  - 5e du Grand Prix cycliste de L'Humanité(France)
  - 11e de la Course de la Paix
  - Sélectionné pour les Jeux olympiques d'été de Munich[6].
- 1973
  -  Champion de RDA sur route
  -  Champion de RDA du critérium (enlevant une des deux épreuves)
  -  Champion d'Allemagne des 100 kilomètres contre-la-montre
  - Burgstâddt-Zettliz, en deux étapes (RDA)
  - Tour de RDA :
    - Classement général
    - Prix de la montagne
    - 1re, 3e et 6e étapes

  - GP der Radsportler
- 1974
  -  Champion d'Allemagne des 100 kilomètres contre-la-montre avec son club le  ASK Vorwärts Francfort-sur-l'Oder
  - 5e étape de la Course de la Paix
  - 3e du championnat de RDA du critérium
- 1975
  - 3e du championnat de RDA de demi-fond
  - 11e de la Course de la Paix